# Ayila Yussuf
Atanda Ayila Yussuf (Lagos, Nigeria, 4 de noviembre de 1984) es un exfutbolista nigeriano, se desempeñaba como centrocampista defensivo, hasta su retirada en 2014 jugando en el F. C. Metalist Járkov.

## Selección nacional
Ha sido internacional con la Selección de fútbol de Nigeria, ha jugado 29 partidos internacionales y ha anotado 2 goles.

### Participaciones en Copas del Mundo
| Mundial                        | Sede      | Resultado    |
| ------------------------------ | --------- | ------------ |
| Copa Mundial de Fútbol de 2010 | Sudáfrica | Primera fase |

## Clubes
| Club                  | País    | Año       |
| --------------------- | ------- | --------- |
| Union Bank FC         | Nigeria | 2002-2003 |
| FC Dinamo Kiev        | Ucrania | 2003-2013 |
| Orduspor              | Turquía | 2013      |
| F. C. Metalist Járkov | Ucrania | 2014      |